# Диерезис
Диере́зис (от др.-греч. διαίρεσις, «разделение») или трема́ (от др.-греч. τρῆμα, «дыра, пробивка») — диакритический знак, указывающий на отдельно читаемую букву, то есть на букву, которая не образует диграфа с соседней гласной: фр. Noël (/nɔ.ɛl/) — Рождество, фр. Citroën — «Ситроен», или с соседней согласной: исп. Pingüino — пингвин. Обычно изображается в виде двух точек над буквой.
Ставится над вторым из двух гласных подряд в греческом, грецизмах латыни и романских языках, иногда в английском, указывает на раздельное произношение двух гласных.
Диерезис иногда используется в английском в личных именах и фамилиях, например в именах Chloë и Zoë, и в некоторых словах, таких, как naïve, Boötes и Noël.